# Johann Jakob Spörri
Johann Jakob Spörri (* 20. Januar 1822 in Bauma; † 16. Dezember 1896 ebenda) war ein Schweizer Mediziner und Politiker.

## Biografie
Nach dem Besuch des Privatgymnasiums Scherr in Winterthur erlangte Johann Jakob Spörri 1843 in Zürich die Matura. Danach studierte er von 1843 bis 1844 in Bern, von 1844 bis 1846 in Zürich, von 1846 bis 1848 in Heidelberg und von 1848 bis 1849 in Prag und Wien Medizin. 1846 wurde er in Heidelberg Mitglied des Corps Helvetia. Das Studium schloss er 1849 in Zürich mit der Promotion zum Dr. med. ab.
1850 liess sich Spörri in Bauma als Landarzt nieder. 1852 wurde er Adjunkt des Bezirksarztes. Von 1860 bis 1892 war er Bezirksarzt in Pfäffikon. In den Militärkreisen Wetzikon und Wald fungierte er von 1853 bis 1870 als Sanitätsexperte.
Von 1869 bis 1871 war er demokratischer Abgeordneter des Kantons Zürich zum Nationalrat. Anschliessend war er bis 1878 Verwaltungsrat der Tösstalbahn. Sein politisches Engagement galt der Verbesserung des Wohlfahrtswesen und der Arbeitsbedingungen von Fabrikarbeitern.